# Achun
Achun ist eine französische Gemeinde mit 160 Einwohnern (Stand 1. Januar 2022) im Département Nièvre in der Region Bourgogne-Franche-Comté. Sie gehört zum Arrondissement Château-Chinon (Ville) und zum Gemeindeverband Bazois Loire Morvan. Die Bewohner nennen sich Achunois.

## Geografie
Die Gemeinde Achun liegt etwa 40 Kilometer nordöstlich von Nevers, unmittelbar westlich des Morvan-Gebirges. Im Südwesten der Gemeinde verläuft der Canal du Nivernais, der hier das Flusstal des Alnain nutzt. Im waldreichen Norden von Achun (Bois de la Dame, Les Closeaux) liegt mit 317 m über dem Meer der höchste Punkt der Gemeinde. Auch im Osten und Süden der Gemeinde Achun finden sich zusammenhängende Waldgebiete (Bois d’Achun, Bois Rouault). Zur Gemeinde Achun gehören die Dörfer Achun, Fussilly und Chavance sowie die Weiler Pain, Bussy, Le Coudray, Varigny, Roche und Le Petit Roche. Nachbargemeinden von Achun sind La Collancelle im Norden, Sardy-lès-Épiry im Nordosten, Aunay-en-Bazois im Osten, Mont-et-Marré im Süden sowie Bazolles im Westen.

## Ortsname
Der Ortsnamen entwickelte sich von Scaduno (1130) über Eschaum (1266), Eschadunum (1270), Escadunum (1287), Aschung (1547), Aschuin (1614) und Achain (1767) zum bis heute gebräuchlichen Achun (ab 1793).

## Bevölkerungsentwicklung
| Jahr                       | 1962 | 1968 | 1975 | 1982 | 1990 | 1999 | 2010 | 2021 |
| Einwohner                  | 278  | 279  | 201  | 177  | 174  | 170  | 142  | 159  |
| Quellen: Cassini und INSEE |      |      |      |      |      |      |      |      |

Im Jahr 1841 wurde mit 700 Bewohnern die bisher höchste Einwohnerzahl ermittelt. Die Zahlen basieren auf den Daten von cassini.ehess und INSEE.

## Sehenswürdigkeiten
- Schloss aus dem 18. Jahrhundert
- Schloss im Ortsteil Chavence
- Kapelle des ehemaligen Hospizes der Barmherzigen Schwestern (Chapelle de l’ancien hospice des Sœurs de la Charité), 1808 gegründet, heute Teil eines Seniorenheimes
- Lavoirs in Achun und im Ortsteil Roche

Es gibt keine Kirchen in Achun, für die Gläubigen ist die Kirche Saint-Étienne in der nahen Nachbargemeinde Aunay-en-Bazois zuständig.

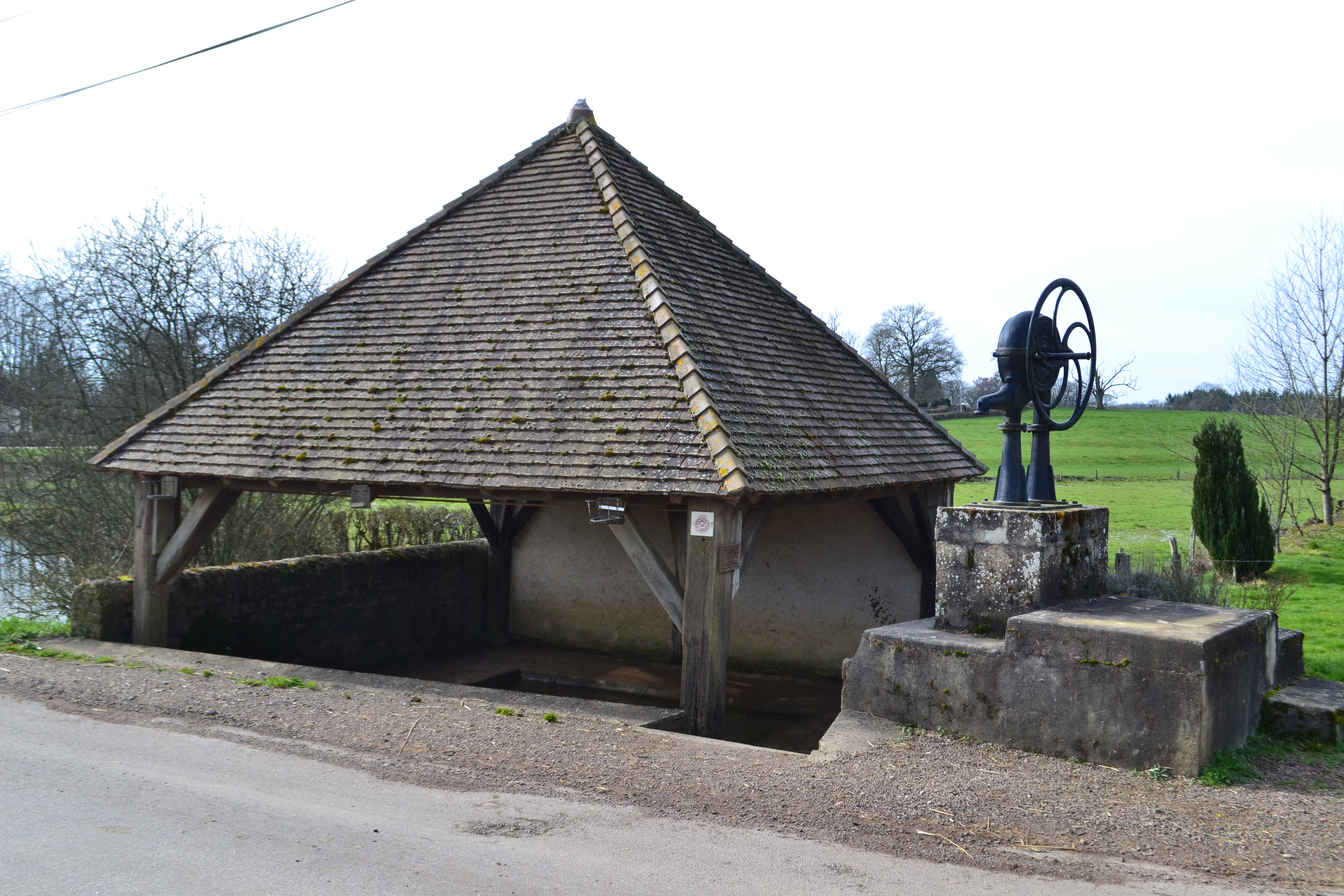
Lavoir in Achun

## Wirtschaft und Infrastruktur
In der Gemeinde Achun sind acht Landwirtschaftsbetriebe (Rinder-, Schaf- und Ziegenhaltung, Getreideanbau) ansässig.
Neun Kilometer südlich von Achun verläuft die Fernstraße D978 von Château-Chinon (Ville) nach Nevers. In Nevers besteht Anschluss an die Autoroute A77.

## Belege
1. ↑  Dictionnaire topographique de la Nièvre, Georges de Soultrait, Paris, 1865
2. ↑  Achum auf cassini.ehess.fr
3. ↑  Dossier complet Commune d'Achun (58001), auf insee.fr insee.fr
4. ↑  Culture et production animale, chasse et services annexes sur Achun, Landwirtschaftsbetriebe auf annuaire-mairie.fr